# Anna Maria Palermo
Anna Maria Palermo (Potenza, 4 aprile 1960) è una politica italiana.

## Biografia
Insegnante di matematica, è stata candidata dal Partito della Rifondazione Comunista al Senato, venendovi eletta alle elezioni politiche del 2006. Nella XV legislatura è membro della 8ª Commissione permanente (lavori pubblici e comunicazioni) e della Commissione parlamentare per la semplificazione della legislazione. Conclude il proprio mandato parlamentare nel 2008.
Dal 2011 è referente di Libera. Associazioni, nomi e numeri contro le mafie per la regione Basilicata.